# Coupe du monde de saut d'obstacles 2009-2010
Navigation
Édition précédente Édition suivante
La coupe du monde de saut d'obstacles 2009-2010 est la 32e édition de la coupe du monde de saut d'obstacles organisée par la FEI. La finale est remportée par l'Allemand Marcus Ehning.

## Ligue nord-américaine (côte Est)
| Ville              | Pays       | Début             | Fin               | Vainqueur                                 |
| ------------------ | ---------- | ----------------- | ----------------- | ----------------------------------------- |
| Blainville         | Canada     | 15 juin 2009      | 19 juin 2009      | Andres Rodriguez sur Secret               |
| Bromont            | Canada     | 22 juin 2009      | 26 juin 2009      | Mario Deslauriers sur Ardeche van de Zelm |
| Bridgehampton      | États-Unis | 23 août 2009      | 30 août 2009      | McLain Ward sur Sapphire                  |
| Halton Hills       | Canada     | 2 septembre 2009  | 6 septembre 2009  | Daniel Bluman sur Fatalis Fatum           |
| Moreland Hills     | États-Unis | 9 septembre 2009  | 13 septembre 2009 | Annulé                                    |
| Lexington          | États-Unis | 16 septembre 2009 | 20 septembre 2009 | Mac Cone sur Ole                          |
| Caledon            | Canada     | 23 septembre 2009 | 27 septembre 2009 | Hugh Graham sur Executive Privilege 3E    |
| Harrisburg         | États-Unis | 15 octobre 2009   | 17 octobre 2009   | Rodrigo Pessoa sur Let’s Fly              |
| Washington         | États-Unis | 20 octobre 2009   | 25 octobre 2009   | Todd Minikus sur Alaska                   |
| Syracuse           | États-Unis | 28 octobre 2009   | 1er novembre 2009 | Darragh Kenny sur Obelix                  |
| Toronto            | Canada     | 6 novembre 2009   | 15 novembre 2009  | Jill Henselwood sur Bottom Line           |
| Wellington         | États-Unis | 25 novembre 2009  | 29 novembre 2009  | Hillary Dobbs sur Quincy B                |
| Green Cove Springs | États-Unis | 15 janvier 2010   | 16 janvier 2010   | Darragh Kenny sur Obelix                  |
| Wellington         | États-Unis | 10 février 2010   | 14 février 2010   | Pablo Barrios sur G and C Lagran          |
| Wellington         | États-Unis | 10 mars 2010      | 14 mars 2010      | Rodrigo Pessoa sur Night Train            |
| Tampa              | États-Unis | 31 mars 2010      | 4 avril 2010      | Margie Goldstein-Engle sur Indigo         |

## Ligue nord-américaine (côte Ouest)
| Ville                  | Pays       | Début             | Fin               | Vainqueur                    |
| ---------------------- | ---------- | ----------------- | ----------------- | ---------------------------- |
| Langley                | Canada     | 12 août 2009      | 16 août 2009      | Richard Fellers sur Flexible |
| Del Mar                | États-Unis | 26 août 2009      | 30 août 2009      | Ashlee Bond sur Cadett       |
| San Juan Capistrano    | États-Unis | 9 septembre 2009  | 13 septembre 2009 | Becky Smith sur Galan        |
| Burbank                | États-Unis | 16 septembre 2009 | 20 septembre 2009 | Ashlee Bond sur Cadett       |
| Del Mar                | États-Unis | 14 octobre 2009   | 18 octobre 2009   | Richard Fellers sur Flexible |
| Monterrey              | Mexique    | 27 octobre 2008   | 1er novembre 2009 | Annulé                       |
| Las Vegas              | États-Unis | 28 octobre 2008   | 1er novembre 2009 | Annulé                       |
| Rancho Murieta         | États-Unis | 3 novembre 2009   | 8 novembre 2009   | Richard Fellers sur Flexible |
| Burbank                | États-Unis | 11 novembre 2009  | 15 novembre 2009  | Richard Spooner sur Apache   |
| Balvanera, Corregidora | Mexique    | 26 novembre 2009  | 29 novembre 2009  | Annulé                       |
| Thermal                | États-Unis | 2 février 2010    | 7 février 2010    | McLain Ward sur Phillipa     |
| Thermal                | États-Unis | 9 février 2010    | 14 février 2010   | John Pearce sur Son of a gun |
| Thermal                | États-Unis | 23 février 2010   | 28 février 2010   | John Pearce sur Chianto      |
| Thermal                | États-Unis | 2 mars 2010       | 7 mars 2010       | Joie Gatlin sur Quick Dollar |
| Balvanera, Corregidora | Mexique    | 18 mars 2010      | 21 mars 2010      | Annulé                       |
| San Juan Capistrano    | États-Unis | 31 mars 2010      | 4 avril 2010      | John Pearce sur Chianto      |

## Ligue sud-américaine
| Ville                                | Pays      | Début            | Fin              | Vainqueur                                               |
| ------------------------------------ | --------- | ---------------- | ---------------- | ------------------------------------------------------- |
| Porto Alegre                         | Brésil    | 29 avril 2009    | 3 mai 2009       | Stephan de Freitas Barcha sur Krissnee du Defey         |
| Buenos Aires (Sol de maio)           | Argentine | 14 mai 2009      | 17 mai 2009      | Bernardo Naveillan sur Aquino                           |
| São Paulo                            | Brésil    | 2 septembre 2009 | 6 septembre 2009 | José Roberto Reynoso Fernandez Filho sur Rochefort Jmen |
| São Paulo                            | Brésil    | 8 octobre 2009   | 11 octobre 2009  | Karina Harbich Johannpeter sur Donna D                  |
| Haras El Capricho, Capilla del Señor | Argentine | 3 novembre 2009  | 3 novembre 2009  | Leandro Moschini sur Gama Zarello Z                     |
| Rio de Janeiro                       | Brésil    | 19 novembre 2009 | 22 novembre 2009 | Yuri Mansur Guerios sur Ideal de Balia                  |

## Ligue sud-africaine
| Ville            | Pays           | Début             | Fin               | Vainqueur                            |
| ---------------- | -------------- | ----------------- | ----------------- | ------------------------------------ |
| Pietermaritzburg | Afrique du Sud | 22 avril 2009     | 25 avril 2009     | Dominey Alexander sur Alzu Barracuda |
| Midrand          | Afrique du Sud | 28 mai 2009       | 31 mai 2009       | Ashlee Hausberger sur Quinsey        |
| Durban           | Afrique du Sud | 13 août 2009      | 16 août 2009      | Shaun Neill sur Gold Rush            |
| Pretoria         | Afrique du Sud | 28 août 2009      | 30 août 2009      | Dominey Alexander sur Alzu Barracuda |
| Parys            | Afrique du Sud | 10 septembre 2009 | 13 septembre 2009 | Annulé                               |
| Le Cap           | Afrique du Sud | 19 novembre 2009  | 22 novembre 2009  | Shaun Neill sur Gold Rush            |

## Ligue arabe
| Ville           | Pays                | Début            | Fin              | Vainqueur                                                 |
| --------------- | ------------------- | ---------------- | ---------------- | --------------------------------------------------------- |
| Al-Budayyi'     | Bahreïn             | 19 février 2009  | 21 février 2009  | Mohammed Ghanem Al-Hajri sur Shakira                      |
| Riyad           | Arabie saoudite     | 25 février 2009  | 28 février 2009  | SAR Prince Abdullah Bin Metab Al-Saud sur Mobily Saudia   |
| Koweït          | Koweït              | 5 mars 2009      | 7 mars 2009      | Sheikh Shakhboot Al Nahyan sur Vitesse Greenfield         |
| Damas           | Syrie               | 20 mars 2009     | 23 mars 2009     | Khaled Abdulaziz Al-Eid sur Ayriyadh                      |
| Sharm el Sheikh | Égypte              | 1er octobre 2009 | 4 octobre 2009   | SAR Prince Abdullah Bin Metab Al-Saud sur Mobily Lil Majd |
| Sharm el Sheikh | Égypte              | 8 octobre 2009   | 11 octobre 2009  | SAR Prince Abdullah Bin Metab Al-Saud sur Mobily Lil Majd |
| Tripoli         | Libye               | 20 octobre 2009  | 22 octobre 2009  | Cian O'Connor sur Irish Independent Echo Beach            |
| Riyad           | Arabie saoudite     | 3 novembre 2009  | 7 novembre 2009  | Abdullah Waleed Sharbatly sur Quebec                      |
| Damas           | Syrie               | 20 mars 2009     | 23 mars 2009     | Abdullah Waleed Sharbatly sur Quebec                      |
| Doha            | Qatar               | 20 décembre 2009 | 23 décembre 2009 | Ali bin Khalid Al Thani sur Santos                        |
| Dubaï           | Émirats arabes unis | 7 janvier 2010   | 9 janvier 2010   | Abdullah Waleed Sharbatly sur Goldex                      |
| Abou Dabi       | Émirats arabes unis | 14 janvier 2010  | 16 janvier 2010  | Kamal Abdullah Bahamdan sur Mashalla Rivaal               |
| Charjah         | Émirats arabes unis | 21 janvier 2010  | 23 janvier 2010  | Abdullah Waleed Sharbatly sur Goldex                      |

## Ligue d'Asie du Sud-Est
| Ville     | Pays     | Début            | Fin            | Vainqueur                                                |
| --------- | -------- | ---------------- | -------------- | -------------------------------------------------------- |
| Putrajaya | Malaisie | 18 juin 2009     | 21 juin 2009   | Annulé                                                   |
| Kuang     | Malaisie | 23 juin 2009     | 26 juin 2009   | Qabil Ambak Mahamad Fathil sur Amadeus van de Boswinning |
| Kuang     | Malaisie | 7 août 2009      | 9 août 2009    | Qabil Ambak Mahamad Fathil sur Amadeus van de Boswinning |
| Kuang     | Malaisie | 13 août 2009     | 16 août 2009   | Syed Mohsin Almohdzar sur King Power Aladdin             |
| Putrajaya | Malaisie | 1er octobre 2009 | 4 octobre 2009 | Annulé                                                   |

## Ligue d'Asie centrale
| Ville    | Pays         | Début          | Fin            | Vainqueur                    |
| -------- | ------------ | -------------- | -------------- | ---------------------------- |
| Tachkent | Ouzbékistan  | 23 avril 2009  | 26 avril 2009  | Andrei Shalohin sur Charlize |
| Bishkek  | Kirghizistan | 14 mai 2009    | 17 mai 2009    | Andrei Shalohin sur Charlize |
| Astana   | Kazakhstan   | 2 juillet 2009 | 5 juillet 2009 | Andrei Shalohin sur Charlize |

## Ligue Australie - Pacifique
| Ville                       | Pays      | Début             | Fin               | Vainqueur                               |
| --------------------------- | --------- | ----------------- | ----------------- | --------------------------------------- |
| Sydney                      | Australie | 14 avril 2009     | 14 avril 2009     | Jamie Winning sur Vangelo des Hazalles  |
| Sydney                      | Australie | 3 mai 2009        | 3 mai 2009        | Chris Chugg sur Vivant                  |
| Toowoomba                   | Australie | 2 août 2009       | 2 août 2009       | Chris Chugg sur Vivant                  |
| Brisbane                    | Australie | 11 août 2009      | 11 août 2009      | Annulé                                  |
| Caboolture                  | Australie | 16 août 2009      | 16 août 2009      | Chris Chugg sur Vivant                  |
| Gawler                      | Australie | 30 août 2009      | 30 août 2009      | Wendy Schaeffer sur Koyuna Sun Set      |
| Adelaide                    | Australie | 10 septembre 2009 | 10 septembre 2009 | Rebecca Allen sur Ted                   |
| Glenelg                     | Australie | 13 septembre 2009 | 13 septembre 2009 | Annulé                                  |
| Melbourne                   | Australie | 19 septembre 2009 | 19 septembre 2009 | Chris Chugg sur Vivant                  |
| Perth                       | Australie | 28 septembre 2009 | 28 septembre 2009 | Annulé                                  |
| Brigadoon                   | Australie | 18 octobre 2009   | 18 octobre 2009   | Annulé                                  |
| Shepparton                  | Australie | 14 novembre 2009  | 14 novembre 2009  | Chris Chugg sur Vivant                  |
| Wodonga                     | Australie | 21 novembre 2009  | 21 novembre 2009  | Chris Chugg sur Vivant                  |
| Melbourne                   | Australie | 20 novembre 2009  | 22 novembre 2009  | Annulé                                  |
| Sale                        | Australie | 29 novembre 2009  | 29 novembre 2009  | Paul Athanasoff sur Wirragulla Nicklaus |
| Sydney (finale de la ligue) | Australie | 13 décembre 2009  | 13 décembre 2009  | Chris Chugg sur Vivant                  |

## Ligue caucasienne
| Ville   | Pays        | Début            | Fin              | Vainqueur                       |
| ------- | ----------- | ---------------- | ---------------- | ------------------------------- |
| Bakou   | Azerbaïdjan | 8 mai 2009       | 12 mai 2009      | Veneto Tenev sur Bahar          |
| Tbilisi | Géorgie     | 1er octobre 2009 | 4 octobre 2009   | Shalva Gachechiladze sur Saturn |
| Bakou   | Azerbaïdjan | 8 décembre 2009  | 10 décembre 2009 | Natalia Simonia sur Grom        |

## Ligue d'Europe centrale

### Sous-Ligue du Nord
| Ville               | Pays      | Début             | Fin               | Vainqueur                            |
| ------------------- | --------- | ----------------- | ----------------- | ------------------------------------ |
| Chernyakhovsk       | Russie    | 14 mai 2009       | 15 mai 2009       | Holger Wulschner sur Cefalo          |
| Ruila, Kernu Parish | Estonie   | 10 juillet 2009   | 12 juillet 2009   | Arseny Shpakovskiy sur Campino       |
| Riga                | Lettonie  | 17 juillet 2009   | 19 juillet 2009   | Andis Varna sur Grand Libero         |
| Bratislava          | Slovaquie | 6 août 2009       | 9 août 2009       | Stephan Lafouge sur Gabelou des Ores |
| Donetsk             | Ukraine   | 10 septembre 2009 | 13 septembre 2009 | Tim Hoster sur Top Secret            |
| Moscou              | Russie    | 18 septembre 2009 | 20 septembre 2009 | Arseny Shpakovskiy sur Campino       |
| Leszno              | Pologne   | 12 novembre 2009  | 15 novembre 2009  | Rein Pill sur Virgin Express         |
| Varsovie            | Pologne   | 12 mars 2010      | 14 mars 2010      | Jur Vrieling sur Nerina              |

### Sous-Ligue du Sud
| Ville               | Pays     | Début            | Fin              | Vainqueur                               |
| ------------------- | -------- | ---------------- | ---------------- | --------------------------------------- |
| Markópoulo Mesogéas | Grèce    | 1er mai 2009     | 3 mai 2009       | Elina Dendrinou sur W.K. Liberty 0000   |
| Sežana              | Slovénie | 22 mai 2009      | 24 mai 2009      | Davide Kainich sur JHG Popey            |
| Sežana              | Slovénie | 29 mai 2009      | 31 mai 2009      | Avni Atabek sur Walthery du Ri d'Asse   |
| Piatra Neamţ        | Roumanie | 4 juin 2009      | 7 juin 2009      | Ivelin Valev sur Equitta                |
| Albena              | Bulgarie | 11 juin 2009     | 14 juin 2009     | Angel Niagolov sur Rue Blanche du Gibet |
| Istanbul            | Turquie  | 3 septembre 2009 | 6 septembre 2009 | Sencer Horasan sur Lavaro               |
| Markópoulo Mesogéas | Grèce    | 1er octobre 2009 | 4 octobre 2009   | José Thiry sur Roxette de L'Obstination |

### Finale
| Ville   | Pays    | Début        | Fin          | Vainqueur                  |
| ------- | ------- | ------------ | ------------ | -------------------------- |
| Tallinn | Estonie | 18 mars 2010 | 21 mars 2010 | Tiit Kivisild sur Cinnamon |

## Ligue d'Europe de l'Ouest
| Ville       | Pays        | Début            | Fin               | Vainqueur                       |
| ----------- | ----------- | ---------------- | ----------------- | ------------------------------- |
| Oslo        | Norvège     | 9 octobre 2009   | 11 octobre 2009   | Daniel Etter sur Peu a Peu      |
| Helsinki    | Finlande    | 15 octobre 2009  | 18 octobre 2009   | Daniel Etter sur Peu a Peu      |
| Lyon        | France      | 29 octobre 2009  | 1er novembre 2009 | Beat Mändli sur Louis           |
| Vérone      | Italie      | 5 novembre 2009  | 8 novembre 2009   | Michael Whitaker sur Amai       |
| Stuttgart   | Allemagne   | 18 novembre 2009 | 22 novembre 2009  | Ludger Beerbaum sur Gotha       |
| Londres     | Royaume-Uni | 15 décembre 2009 | 21 décembre 2009  | Eric van der Vleuten sur Tomboy |
| Malines     | Belgique    | 26 décembre 2009 | 30 décembre 2009  | Eiken Sato sur Cartoon Z        |
| Leipzig     | Allemagne   | 21 janvier 2010  | 24 janvier 2010   | Jessica Kürten sur Libertina    |
| Zurich      | Suisse      | 29 janvier 2010  | 31 janvier 2010   | Steve Guerdat sur Tresor        |
| Bordeaux    | France      | 5 février 2010   | 7 février 2010    | Marcus Ehning sur Leconte       |
| Vigo        | Espagne     | 12 février 2010  | 14 février 2010   | Edwina Alexander sur Socrates   |
| Gothenburg  | Suède       | 25 février 2010  | 28 février 2010   | Jessica Kürten sur Libertina    |
| Bois-le-Duc | Pays-Bas    | 25 mars 2010     | 28 mars 2010      | Rolf-Göran Bengtsson sur Casall |

## Ligue japonaise
| Ville      | Pays  | Début            | Fin              | Vainqueur                     |
| ---------- | ----- | ---------------- | ---------------- | ----------------------------- |
| Osaka      | Japon | 4 avril 2009     | 4 avril 2009     | Tadayoshi Hayashi sur Telexio |
| Nasu       | Japon | 17 mai 2009      | 17 mai 2009      | Daisuke Kawaguchi sur Kronos  |
| Chiba      | Japon | 6 juillet 2008   | 6 juillet 2008   | Ryuma Hirota sur Yamato       |
| Osaka      | Japon | 18 juin 2009     | 21 juin 2009     | Ryuma Hirota sur Yackkle      |
| Minamisōma | Japon | 3 juillet 2009   | 5 juillet 2009   | Ryuma Hirota sur Yackkle      |
| Gotemba    | Japon | 5 septembre 2009 | 5 septembre 2009 | Seiji Ninomiya sur Casablanca |
| Fuji       | Japon | 17 octobre 2009  | 17 octobre 2009  | Satoshi Hirao sur Arizona     |
| Osaka      | Japon | 24 octobre 2009  | 24 octobre 2009  | Daisuke Kawaguchi sur Kronos  |

## Ligue de Nouvelle-Zélande - Pacifique
| Ville          | Pays                            | Début            | Fin              | Vainqueur                          |
| -------------- | ------------------------------- | ---------------- | ---------------- | ---------------------------------- |
| Hastings       | Nouvelle-Zélande                | 21 octobre 2009  | 23 octobre 2009  | Katie McVean sur Delphi            |
| Kihikihi       | Nouvelle-Zélande                | 6 novembre 2009  | 8 novembre 2009  | Anna Trent sur Levitation NZPH     |
| Tauranga       | Nouvelle-Zélande                | 4 décembre 2009  | 6 décembre 2009  | Julie Davey sur Air Hill the Rajah |
| Feilding       | Nouvelle-Zélande                | 12 décembre 2009 | 12 décembre 2009 | Katie McVean sur Corofino II       |
| Taupo          | Nouvelle-Zélande                | 17 décembre 2009 | 19 décembre 2009 | Anna Trent sur Nicalette NZPH      |
| Dannevirke     | Nouvelle-Zélande                | 8 janvier 2010   | 10 janvier 2010  | Ike Unsworth sur Seremonie VDL     |
| Woodhill Sands | Nouvelle-Zélande                | 16 janvier 2010  | 17 janvier 2010  | Katie McVean sur Delphi            |
| Gisborne       | Nouvelle-Zélande (League Final) | 29 janvier 2010  | 30 janvier 2010  | Katie McVean sur Delphi            |

## Finale
| Ville             | Pays   | Début         | Fin           | Vainqueur                                         |
| ----------------- | ------ | ------------- | ------------- | ------------------------------------------------- |
| Le Grand-Saconnex | Suisse | 14 avril 2010 | 18 avril 2010 | Marcus Ehning sur Noltes Küchengirl and Plot Blue |